# موديل ذاكرة أي جي بي مضمنة

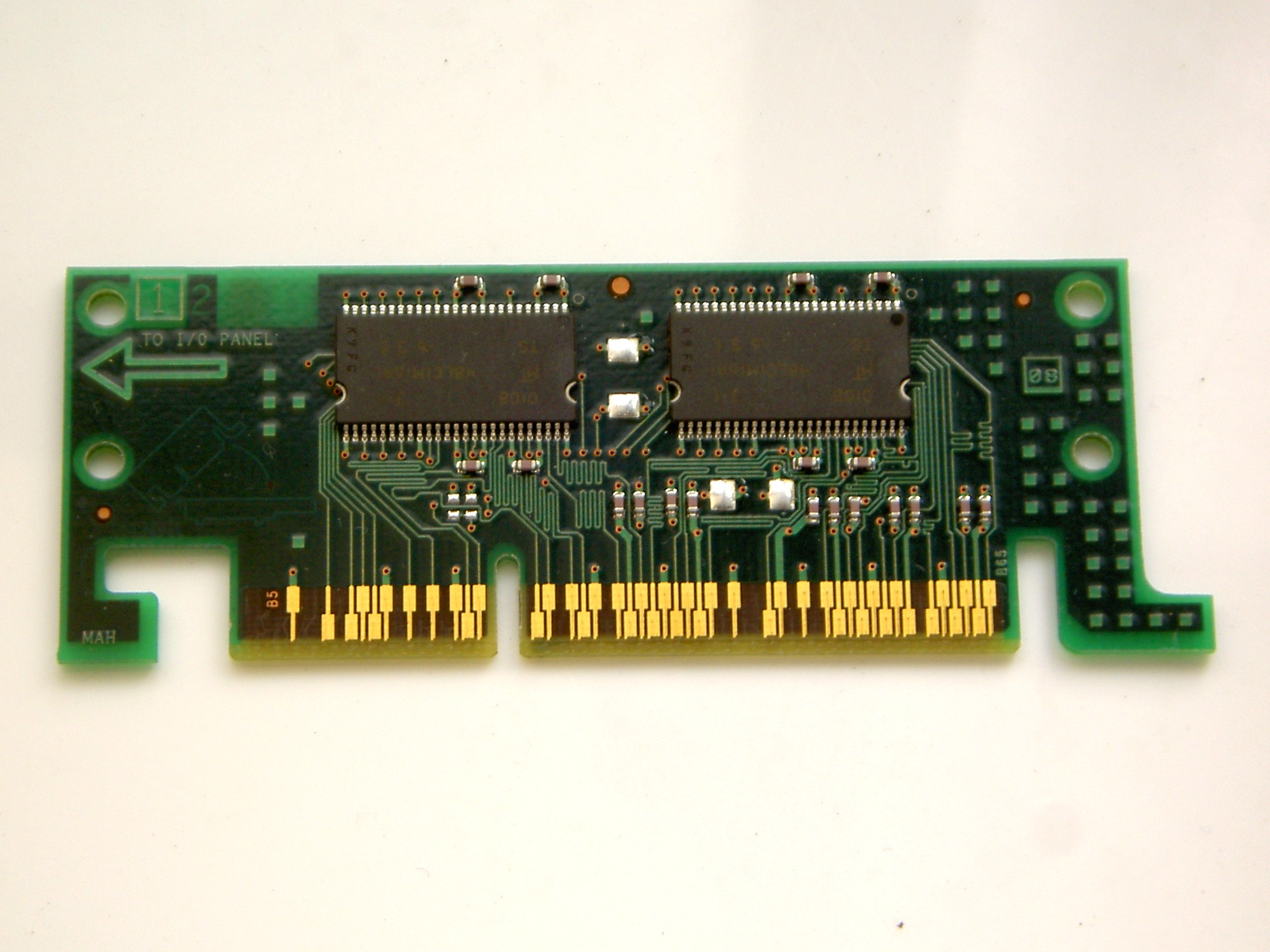
كرت AIMM

موديل ذاكرة أي جي بي مضمنة (AIMM) اختصار لـ (AGP Inline Memory Module) وتعرف أيضاً مسرع آداء الجرافكس (Graphics Performance Accelerator) (GPA) هي كرت توسعة والتي تناسب مقبس منفذ الرسوميات السريع للوحة أم الأجهزة المكتبية لبعض شرائح أنتل مع جرافكس. وصممت لتكون ذات تكلفة متوسطة بين ذاكرة الجرافكس المشتركة وذاكرة الجرافكس المخصصة الموجودة كروت منفذ الرسوميات السريع مرتفعة الثمن.
تعتبر كروت AIMM موديلات خاصة من الذاكرة تستخدم في ذاكرة الفديو المخصصة ( عرض الكاش) لتخزين Z-buffering وعادة تمتلك عرض 4MB من 32-بت من SDRAM.